# Comuna Dîmivske, Nova Odesa
Dîmivske (în ucraineană Димівське) este o comună în raionul Nova Odesa, regiunea Mîkolaiiv, Ucraina, formată din satele Artemivka, Dîmivske (reședința), Iasna Poleana și Novooleksandrivske.

## Demografie
Componența lingvistică a comunei Dîmivske
     Ucraineană (92,25%)
     Rusă (4,39%)
     Română (2,71%)
     Alte limbi (0,19%)
Conform recensământului din 2001, majoritatea populației comunei Dîmivske era vorbitoare de ucraineană (92,25%), existând în minoritate și vorbitori de rusă (4,39%) și română (2,71%).